# Jenny Han
Jenny Han (ur. 3 września 1980 w Richmond) – amerykańska autorka książek dla dzieci i młodzieży.
Zdobyła popularność trylogią Tego lata stałam się piękna oraz Do wszystkich chłopców, których kochałam, powieść ta została zaadaptowana na potrzeby filmu o tym samym tytule.

## Życiorys
Urodziła się i wychowała w Richmond w Wirginii. Uczęszczała na Uniwersytet Karoliny Północnej w Chapel Hill, a następnie uzyskała tytuł magistra sztuki na uniwersytecie The New School, który ukończyła w 2006 roku. Jej rodzice są Koreańczykami. Aktualnie mieszka na Brooklynie.
Swoją pierwszą powieść pt. Shug napisała jeszcze w czasie studiów. Książka opowiada o Annemarie Wilcox, dwunastolatce, która próbuje odnaleźć się w nowej szkole. Następnym jej dziełem była trylogia o miłości młodych ludzi. Trzy powieści, Tego lata stałam się piękna, Bez ciebie nie ma lata oraz Dla nas zawsze będzie lato, szybko stały się bestsellerami New York Timesa.

## Publikacje

### Książki dla dzieci
- Shug (2006)
- Clara Lee and the Apple Pie Dream (2011)

### TrylogiaTego lata stałam się piękna
- Tego lata stałam się piękna (The Summer I Turned Pretty, 2009)
- Bez ciebie nie ma lata (It’s Not Summer Without You, 2010)
- Dla nas zawsze będzie lato (We’ll Always Have Summer, 2011)

### TrylogiaBól za ból
- Ból za ból (Burn for Burn, 2012)
- Ogień za ogień (Fire with Fire, 2013)
- Popiół za popiół (Ashes to Ashes, 2014)

### TrylogiaChłopcy
- Do wszystkich chłopców, których kochałam (To All the Boys I’ve Loved Before, 2014)
- P.S. Wciąż cię kocham (P.S. I Still Love You, 2015)
- Zawsze i na zawsze (Always and Forever, Lara Jean, 2017)

### Opowiadania
- Polaris Is Where You’ll Find Me w My True Love Gave To Me: Twelve Holiday Stories (2014)